# Debbie Harry
Deborah Ann Harry, poznatija kao Debbie Harry (rođ. Angela Trimble; Miami, 1. srpnja 1945.) američka je pjevačica, tekstospisateljica, manekenka i glumica. Poznata je kao glavna pjevačica novovalskog sastava Blondie. Zajedno sa sastavom postigla je znatan komercijalni uspjeh, a veliki broj njezinih izdanja našao se na ljestvicama u Sjedinjenim Državama i Velikoj Britaniji u razdoblju od 1979. do 1981. godine.
Rođena je u Miamiju, a odrasla je u New Jerseyju, gdje je i usvojena. Nakon pohađanja fakulteta radila je na velikom broju poslova, bila plesačica, tajnica i Playboy-zečica, prije nego što se oprobala u glazbi. Bila je jedna od osnivača sastava Blondie, 1974. godine u New Yorku, s kojim je objavila veliki broj pjesama.
Godine 1981. objavila je prvi samostalni album pod nazivom KooKoo, ukupno pet studijskih albuma i tri kompilacije. Nakon pauze od glazbe posvetila se glumačkoj karijeri i pojavljuje se u velikom broju filmova uključujući: Union City, Videodrome, Body Bags, Cop Land i mnoge druge.
Sastav Blondie se krajem 1990-ih ponovno okupio i objavio nekoliko albuma, a Harry je osim glazbene karijere, nastavila i glumačku.

## Životopis

### Djetinjstvo, rane godine
Rođena je kao Angela Trimble, 1. srpnja 1945. godine u Miamiju. Kada je imala tri mjeseca usvojili su je Richard i Catherine Harry, vlasnici trgovine u gradu Hawthorneu i dali joj ime Deborah Ann Harry. Debbie je saznala da je usvojena kada je imala četiri godine, a krajem 1980-ih pronašla je svoju majku, koja je bila pijanistica i nije željela ostvariti kontakt s kćeri. Veći dio djetinjstva je provodila igrajući se u šumi pokraj svoje kuće.
Pohađala je srednju školu u Hawthorneu koju je završila 1963. godine. Diplomirala je 1965. na sveučilištu Centenary u Hackettstownu u umjetničkom području. Prije nego što je počela pjevati, preselila se u New York i krajem 1960-ih radila godinu dana kao tajnica radijske postaje BBC-a. Nakon toga radila je kao konobarica u noćnom klubu i restoranu u New Yorku, potom kao go-go plesačica u diskoteci u Union Cityu, a nakon toga kao Playboy-zečica.

### Glazbena karijera

#### 1966. – 1975.: Početak karijere i osnivanje sastava Blondie
Krajem 1960-ih godina, Debbie je započela glazbenu karijeru kao vokalistica folk rock sastava The Wind in the Willows, koji je 1968. godine objavili album za izdavačku kuću Capitol Records. Godine 1974. Debbie je pristupila sastavu Stilettoes zajedno s Eldom Gentilom i Amandom Jones. Ubrzo nakon toga, sastavu se pridružuje Chris Stein, koji je počeo zabavljati se s Debbie. Nakon što je napustila sastav Stilettoes, Debbie i Chris zajedno osnivaju sastav Angel and the Snake s Tishom i Snookyem Bellomo. Nakon toga, Debbie i Chris su osnovali sastav Blondie. Ubrzo nakon osnivanja, grupa je često imao nastupe u klubovima Max's u Kansas City i CBGB u New Yorku.

#### 1976. – 1980.: Priznanje na sceni i postizanje uspjeha
Zbog svoje fotogeničnosti, odvažnog izbora odjeće i duge plave kose, Debbie je brzo postala ikona punk-glazbe. U lipnju 1979. godine, sastav Blondie predstavljen je na naslovnoj stranici časopisa Rolling Stone. Istoimeni album "Blondie" su objavili 1976. godine, a našao je se na četrnaestom mjestu top-ljestvice u Australiji i sedamdeset i petom mjestu u Ujedinjenom Kraljevstvu. Drugi studijski album pod nazivom Plastic Letters objavljen je u veljači 1978. godine i postigao je veliki uspjeh van Sjedinjenih Država. Treći studijski album sastava pod nazivom Parallel Lines objavljen je 23. rujna 1978. godine, a postigao je veliki međunarodni uspjeh. Na albumu se nalazi hit singl Heart of Glass koji je bio na prvom mjestu u Sjedinjenim Državama i prodato je dva milijuna primjeraka. Pjesma je također bila na prvom mjestu top-ljestvice u Velikoj Britaniji i drugi najprodavanija singlica 1979. godine. Uspjeh sastava nastavljen je izdanjem albuma Eat to the Beat, 13. listopada 1979. godine. Album Autoamerican objavljen je u studenom 1980. godine i bio je treći na listi u Ujedinjenom Kraljevstvu i sedmi na listi u Sjedinjenim Državama. Pjesme Call Me, Atomic, The Tide Is High i Rapture bile su na prvim mjestima ljestvica u Sjedinjenim Državama i Ujedinjenom Kraljevstvu. 
Debbie i Chris su se sprijateljili s umjetnikom-grafita Fab 5 Freddy, koji ih je upoznao s novonastalnom hip hop scenom u Bronxu. Preko njega, sastav se povezuje s reperom Grandmaster Flashom. Nakon toga, Debbie se sprijateljila s američkim slikarom Andyjem Warholom koji je stvorio malu seriju od četiri portreta Debbie u različitim bojama, a fotografije su bile izložene na izložbi u Londonu 2013. godine. Njezina suradnja s Warholom se nastavila i bila je njegov gost u MTV emisiji Petnaest minuta Andyja Warhola.

#### 1981. – 1987.: Solo-karijera i početci glumačke karijera
Godine 1981., Harry objavila u medijima da njezino ime nije "Blondie" niti "Debbie", već Deborah Harry. Solo-karijeru započela je objavljivanjem albuma KooKoo 1981. godine, koji su producirali Nile Rodgers i Bernard Edwards, a album je bio na dvadeset i petom mjestu u Sjedinjenim Američkim Državama i šestom mjestu top-ljestvice u Ujedinjenom Kraljevstvu. Albumu je kasnije uručen zlatni certifikat u Sjedinjenim Državama ali i srebrni u Ujedinjenom Kraljevstvu. Prvi albumski singl pod nazivom Backfired bio je na četrdeset i trećem mjestu američke liste Billboard Hot 100, dvadeset i devetom mjestu Dance club-liste i trideset i drugom mjestu liste singlova u Ujedinjenom Kraljevstvu. Drugi singl pod nazivom The Jam Was Moving bio je na osamdeset i drugom mjestu liste u Sjedinjenim Državama.
Nakon godinu dana pauze od glazbe, Debbie je objavila svoj šesti studijski album pod nazivom The Hunter, u svibnju 1982. godine. Album nije bio uspješan koliko njezini prethodni, a svjetska turneja na kojoj je Debbie trebala promovirati album je otkazana zbog slabe prodaje karata za koncerte. U ovom razdoblju, Chris Stein se razbolio, a zbog toga i padaju prodaje sastava Blondie. Nakon što je sastav Blondie raspušten 1982. godine, Debbie se slabo bavila glazbom jer je brinula o bolesnom partneru Steinu. Godine 1983. objavila je singlicuRush koja nije imala komercijalni uspjeh. Iste godine Debbie je igrala glavnu ulogu u filmu 'Videodrome. Za svoju ulogu dobila je sjajne kritike od strane filmskih kritičara. 
Godine 1985., Debbie je objavila singl Feel The Spin, koji također nije doživio veliki komercijalni uspjeh. Drugi solo album pod nazivom Rockbird objavljen je 15. studenog 1986. godine. Bio je na devedeset i sedmom mjestu liste u Sjedinjenim Državama i trideset i prvom mjestu liste u Ujedinjenom Kraljevstvu. Singl French Kissin' postigao je blagi komercijalni uspjeh u Sjedinjenim Državama, a u Ujedinjenom Kraljevstvu bio je osmi među deset najboljih singlova. Ostali singlovi s albuma su Free to Fall i In Love with Love koji je bio na prvom mjestu Dance-liste u Sjedinjenim Državama. Također je objavljeno nekoliko remiksa te pjesme. Godine 1987. Debbie je glumila u filmu Zauvijek Lulu u glavnoj ulozi zajedno s Alecom Baldwinom.

#### 1988. – 1996.: Glumačke karijera, nastavak glazbene solo-karijere
Godine 1988. Debbie je snimila pjesmu Liar, Liar kao soundtrack za film Udata za mafiju iz 1988. godine. Iste godine imala je ulogu u filmu Hairspray. 
Dana 16. listopada 1989. godine objavila je treći studijski album pod nazivom Def, Dumb & Blonde. Prvi albumski singl pod nazivom I Want That Man bio je hit u Europi i Australiji, kao i na američkoj rock listi singlova. Zbog uspjeha singla, album je bio na dvanaestom mjestu liste u Ujedinjenom Kraljevstvu, gdje mu je dodijeljen srebrni certifikat. Def, Dumb & Blonde je nakon promocije bio na sto dvadeset i trećem mjestu u Sjedinjenim Državama. Na albumu su se našle pjesme Brite Side i Sweet and Low. Pjesmu Maybe for Sure Debbie je snimila za potrebe animiranog filma Rock & Rule. Albumski singl Kiss It Better bio je na dvanaestom mjestu američke liste modernog rocka i postigao veći komercijalni uspeh od singla I Want That Man. Debbie se nakon objavljivanja albuma pojavila u filmu Priče s tamne strane, koji je objavljen 1990. godine. U ožujku 1991. godine objavljena je kompilacija pod nazivom The Complete Picture: The Very Best of Deborah Harry and Blondie na kojoj se nalazi veliki broj pjesama Debbie, a kompilacija je bila na trećem mjestu liste u Ujedinjenom Kraljevstvu.
Godine 1992. u vrijeme dok je snimala pjesme za svoj četvrti solo album pod nazivom Debravation, Debbie je surađivala s njemačkim post punk sastavom Die Hau na pjesmi Don't Cross My Mind i objavila pjesmu Prelude to a Kiss kao soundtrack istoimenog filma. Također je obradila pjesmu Summertime Blues koja je služila kao soundtrack filma Ta noć u Australiji. Album Devotion objavljen je 24. kolovoza 1993. godine i na njemu se nalazi četrnaest pjesama. Prvi albumski singl pod nazivom I Can See Clearly bio je na dvadeset i trećem mjestu liste u Ujedinjenom Kraljevstvu i drugom mjestu Dance-liste u Sjedinjenim Državama. Nakon toga objavljen je treći albumski singl pod nazivom Strike Me Pink.
U studenom 1993. godine, Debbie je imala glazbenu turneju u Velikoj Britaniji. Na njezinom repertoaru nalazile su se pjesme s posljednjeg albuma kao i do tada neobjavljena pjesma pod nazivom Close Your Eyes, koja je snimljena 1987. godine. Početkom 1994. godine imala je turneju u Sjedinjenim Državama kako bi promovirala album Debravation. Tijekom ovog razdoblja, u Velikoj Britaniji objavljeni su svi njeni solo albumi na CD izdanju i doživjeli su komercijalni uspjeh.
Sredinom 1990-ih godina, Debbie se pridružila nekoliko sastava, pristupila je jazz-ansamblu Jazz Passengers 1994. godine i pojavila se na njihovom album pod nazivom In Love. Debbie je također uspostavila suradnju s klavijaturistom Jimmyjem Destrijem kako bi obradila pjesmu Don't Be Cruel, koja se našla na albumu Brace Yourself!. U istom razdoblju snimila je duet s glumcem Robertom Jacksom pod nazivom Der Einziger Weg, a pjesma je bila soundtrack filma Teksaški masakr motornom pilom, koji je objavljen 1994. godine. Pjesma je snimljena na engleskom i njemačkom jeziku. Debbie je također bila vokalistica projekta bivših članova sastava Talking Heads (Jerry Harrison, Tina Weymouth i Chris Frantz) pod nazivom the Heads, na njihovom albumu iz 1996. godine No Talking, Just Head (vokal u dvije pjesame "No Talking, Just Head" i "Punk Lolita"). Nakon toga, ponovno je surađivala sa sastavom Jazz Passengers, ovoga puta na pjesmi The City in the Sea, koja se pojavila na albumu Closed on Account of Rabies iz 1997. godine.
Zajedno s Liv Tyler pojavila se na filmu Heavy koji je objavljen 1997. godine, a bila je u ulozi konobarice njujorškog restorana. Naredne godine imala je ulogu u filmu Zemlja policajaca.

#### 1997. – 2007.: Ponovno osnivanje sastava Blondie
Godine 1997. sastav Blondie ponovno počinje djelovati, prvi put nakon petnaest godina. Dana 23. veljače 1999. godine, sastav je objavio album No Exit, do ožujka 2006. godine prodano je 2 milijuna primjeraka diljem svijeta. Vodeći albumski singl pod nazivom Maria bio je na prvom mjestu liste u Ujedinjenom Kraljevstvu i na prvom mjestu u četrnaest drugih državama diljem svijeta, kao i među deset najboljih dance-pjesama u Sjedinjenim Državama. No Exit debitirao je na trećem mjestu u Ujedinjenom Kraljevstvu i sedamnaestom mjestu u Sjedinjenim Državama.
Godine 2001. Debbie se pojavila na albumu Billya Vera pod nazivom Vibes 4, na pjesmi Me and You, kao i na albumu Andyja Summersa pod nazivom Peggy's Blue Skylight, na pjesmi Weird Nightmare. Obradila je pjesmu (Ghost) Riders in the Sky koja je služila kao soundtrack za film Three Businessmen i bila dostupna za digitalno preuzimanje. U svibnju 2002. godine uspostavila je suradnju sa sastavom Jazz Passengers i orkestrom BBC Concert Orchestra, s kojima je održala koncert u Londonu. Godine 2003., snimila je pjesmu Waltzing Matilda koja se našla na albumu House Party. Dana 13. listopada 2003. godine zajedno sa sastavom Blondie objavila je album The Curse of Blondie, koji je do 9. kolovoza 2005. godine prodan u 34.000 primjeraka u Sjedinjenim Državama.
Godine 2006. Debbie je počela raditi u New Yorku na petom solo albumu pod nazivom Necessary Evil, koji je objavljen 5. rujna 2007. godine. Na albumu se nalazi četrnaest pjesama, uključujući prvi albumski singl Two Times Blue, koji je objavljen 6. lipnja 2007. godine.

#### 2008. – danas
Godine 2008. Debbie je sudjelovala u snimanju albuma Folie à Deux američkog pop punk sastava Fall Out Boy, na pjesmi West Coast Smoker. Godine 2010. snimila je nekoliko solo pjesama i dueta s Nickom Cavom za glazbeni projekt pod nazivom "Jeffrey Lee Pierce".
Zajedno sa sastavom Blondie, 30. svibnja 2011. godine objavila je album Panic of Girls, a iste godine i knjigu pod nazivom Debbie Harry and Blondie: Picture This.
Tijekom 2014. godine, bila je gostovala je u sastavu Arcade Fire na glazbenom i umjetničkom festivalu Coachella. Dana 12. svibnja 2014. godine sastav Blondie objavio je album pod nazivom Blondie 4(0) Ever, a na njemu su se našli singlovi A Rose by Any Name, Sugar on the Side i I Want to Drag You Around. Jedanaesti studijski album grupe Blondie pod nazivom Pollinator objavljen je 5. svibnja 2017. godine. U listopada 2019. godine, Debbie je objavila memoare pod nazivom Face It.

### Privatni život
Debbie danas živi u okrugu Monmouth u New Jerseyu i ima četiri kućna ljubimca. Bila je u vezi s gitaristom grupe Blondie, Chrisom Steinom, ali su se razišli 1989. godine. Priznala je da su u tom razdoblju koristili drogu, a da su prestali nakon provedenoga vremena u rehabilitacijskoj bolnici. Debbie je kuma Steinovim kćerkama.

## Diskografija

### Studijski albumi
- KooKoo (1981.)[66]
- Rockbird (1986.)
- Def, Dumb & Blonde (1989.)
- Debravation (1993.)
- Necessary Evil (2007.)

### Kompilacije i ostalo
- Once More into the Bleach (1988., Debbie Harry i Blondie)
- The Complete Picture: The Very Best of Deborah Harry and Blondie (1991., Deborah Harry i Blondie)
- Deborah Harry Collection (1998.)
- Most of All: The Best of Deborah Harry (1999.)

## Galerija
- Sastav Blondie, 1977. godine
- Debbie Harry, 1977. godine
- Debbie Harry, 2008. godine

## Vanjske poveznice
- Službena web-stranica – www.debbieharry.com (engl.)
- Deborah Harry na Discogsu (engl.)